# أحد (عمان)
منطقة أحد هي أحد مناطق أمانة عمان الكبرى، وتقع في الجزء الشرقي من العاصمة الأردنية عمّان . تتكون من عدة احياء أو تجمعات سكنية وعددها 9 .

## مساحتها
تبلغ مساحتها (250 كم مربع) من مجموع مساحة أمانة عمان الكبرى وبعدد سكان (40 الف نسمة).

## الحدود التنظيمية
تحدها تنظيمياً عدد من المناطق هي منطقة سحاب، الرصيفة، ماركا، النصر، القويسمة، الموقر، الأدعم.